# Crotalus scutulatus
Crotalus scutulatus är en ormart som beskrevs av Kennicott 1861. Crotalus scutulatus ingår i släktet skallerormar, och familjen huggormar. IUCN kategoriserar arten globalt som livskraftig.
Arten förekommer i sydvästra USA och fram till centrala Mexiko. Den lever i låglandet och i bergstrakter upp till 2530 meter över havet. Habitatet utgörs av halvöknar med glest fördelad växtlighet som gräs, agaver, kaktusar och buskar. Ibland besöks mindre trädansamlingar.
Crotalus scutulatus vilar ofta under stenar, i övergivna underjordiska bon av andra djur eller under trädstammar som ligger på marken.

## Underarter
Arten delas in i följande underarter:
- C. s. salvini
- C. s. scutulatus